# Can Sagrera (Palafrugell)
Can Sagrera és una casa d'habitació amb elements neoclàssics de Palafrugell (Baix Empordà) protegida com a Bé Cultural d'Interès Local.

## Descripció
Gran casa unifamiliar entre mitgeres de tres plantes, estructurada en tres crugies. A la clau de la porta hi figura l'any 1882. A la façana hi ha quatre obertures a cada planta, que són emmarcades per simples ressalts d'obra llisos. La senzilla decoració es completa amb altres ressalts que creen faixes i bandes de dalt a baix i de costat a costat del mur. L'interior del casal es manté de forma notable. És d'interès la façana posterior que dona a l'ampli jardí.
La casa va ser restaurada abans de la dècada de 1990.

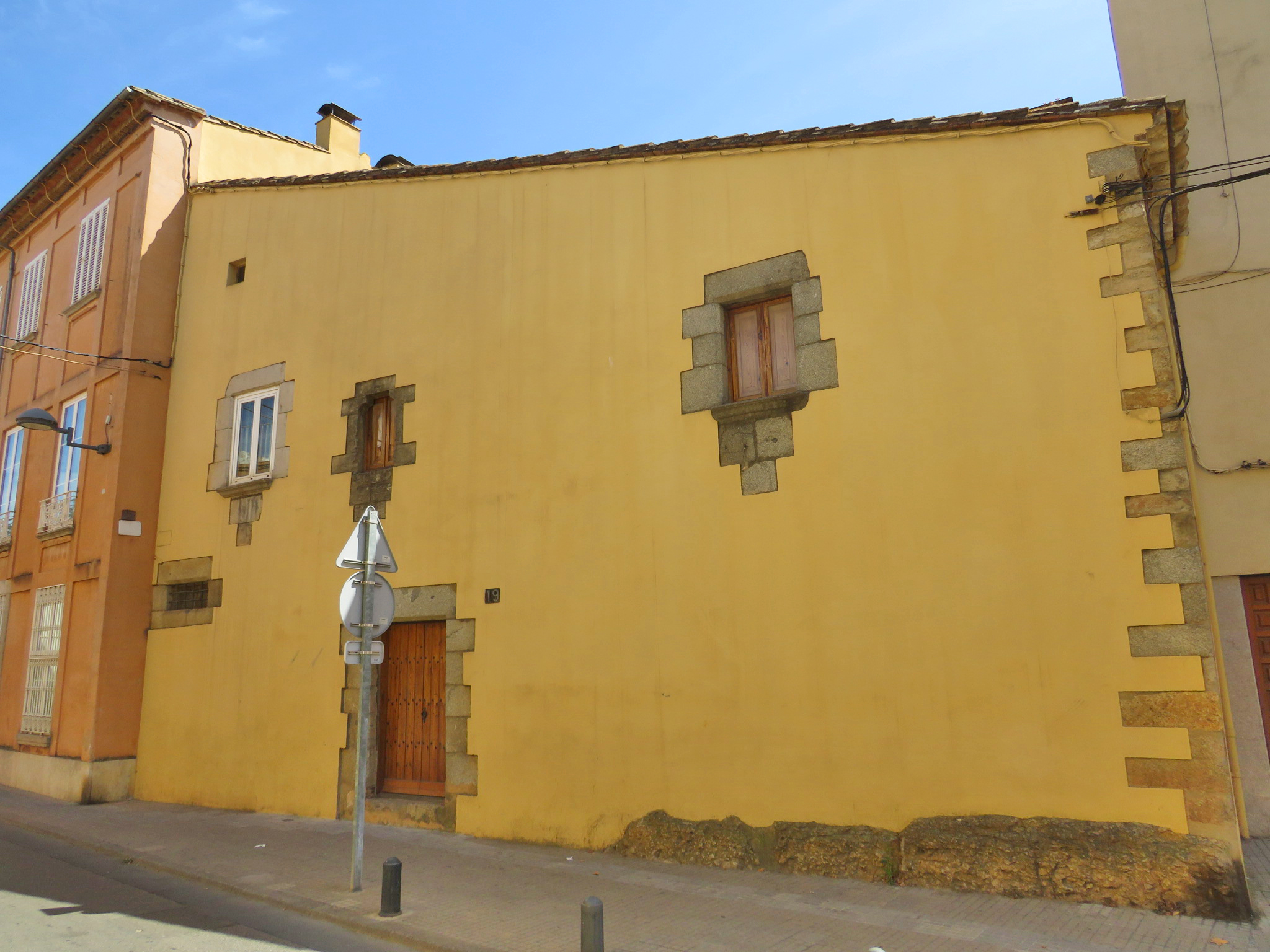
Masia originària de Can Sagrera, adossada a la dreta de l'edifici neoclàssic

Al costat del casal urbà hi resta una part de la masia que hi havia en el seu lloc. És un edifici de dues alçades amb teulada d'una sola vessant. Posseeix obertures de pedra, una de les finestres presenta llinda sobre mènsules de tradició gòtica (segles xvi o xvii). L'interior ha estat restaurat. Aquest edifici és un testimoni dels masos propers al nucli medieval de la vila que quedaren integrats en els seus eixamples.

## Història
La casa Sagrera pertany a un llinatge d'industrials surers. El renom de «pilot» té origen en un dels seus membres, que era pilot de la marina mercant del segle xix.